# Юрій Семенович Олелькович-Слуцький
Юрій (I) Семенович Оле́лькович-Слуцький, інколи Юрій Слуцький (бл. 1492 — 17 квітня 1542) — русько-литовський князь, державний діяч, член паниради Великого князівства Литовського, удільний князь Слуцький і Копильський (1503—1542), єдиний син та наступник князя Семена Михайловича Олельковича-Слуцького від шлюбу з княжною Анастасією Іванівною Мстиславською. Гедимінович, потомок Великого князя Литовського Гедиміна в 7-му коліні та близький родич династії королів Польщі та великих князів Литви Ягеллонів. Підтримував політичні плани шваґра — князя Костянтина Острозького.

## Біографія
Змолоду брав участь у битвах проти татар, московитів. 1508 року боронив обложений князем Михайлом Глинським Слуцьк. 1511 року під командуванням черкаського намісника Андрія Немировича брав участь у битві проти татар біля урочища Рутка (20 миль від Києва). Відзначився в битві під Оршею 8 вересня 1514 року. Князь Костянтин Острозький разом з ним 20 листопада 1524 року у Львові підтримав претензії Лаврівського Святоонуфріївського монастиря на певні «ґрунти». 1527 року разом з черкаським старостою Остафієм Дашковичем командували в сутичках під Черкасами, Каневом (Битва під Ольшаницею 27 січня 1527), де були розгромлені нападники-татари. За пописом 1528 року виставляв 433 коні. 8 лютого 1535 король надав йому одноразовий привілей призначати архимандрита Києво-Печерського монастиря.

### Сім'я
1530 (чи 1531) року одружився з княжною Оленою Радзивілл (?—1546), дочкою канцлера великого литовського Миколи «amor Poloniae» Радзивілла та його дружини Єлизавети Сакович. Діти:
- Семен — князь Слуцький (1542—1560), потомства не залишив
- Юрій — князь Слуцький (1560—1578)
- Софія — дружина Юрія Ходкевича з 1558 року.

### Власність
Був власником величезних земельних володінь у Білорусі.